# Tarek bin Laden
Tarek M. bin Laden, (nacido en 1947) es un miembro notable de la comunidad de negocios de Arabia Saudita. Es hermano por parte de padre de Osama bin Laden.

## Empresas
- Tarik Bin Ladin Trading & Contracting Est, Jedda.
- Tarik Trading Company, Jedda.
- Tarik Bin Ladin Tiles & Ceramic Showroom, Jedda.
- Tarik Bin Ladin Hospital & Clinic, Jeddh.